# Corryocactus chachapoyensis
Corryocactus chachapoyensis är en kaktusväxtart som beskrevs av Carlos M. Ochoa, Curt Backeberg och David Richard Hunt. Corryocactus chachapoyensis ingår i släktet Corryocactus, och familjen kaktusväxter. Inga underarter finns listade i Catalogue of Life.